# Flora of the Presidency of Madras
Flora of the Presidency of Madras (abreviado Fl. Madras) es un libro con ilustraciones y descripciones botánicas que fue escrito por el botánico inglés, especializado en la flora del subcontinente hindú James Sykes Gamble y publicado en Londres en 3 volúmenes en el año [1915-]1936.